# Josué Mwimba Isala
Josué Mwimba Isala (26 gennaio 2003) è un calciatore congolese (Repubblica Democratica del Congo), difensore del Clermont Foot.

## Caratteristiche tecniche
È un difensore centrale.

## Carriera
Mwimba Isala ha iniziato a giocare in Repubblica Democratica del Congo con l'AC Rangers. Nel 2022 è stato ceduto in prestito ai Diables Noirs con cui ha debuttato a livello internazionale giocando 6 incontri in Coppa della Confederazione CAF. L'anno seguente è passato a titolo definitivo al Vita Club.
Il 15 luglio 2024 si è trasferito in Francia dove ha firmato un triennale con il Clermont Foot.

## Statistiche
Statistiche aggiornate al 15 agosto 2024.

### Presenze e reti nei club
| Stagione        | Squadra         | Campionato      | Campionato | Campionato | Coppe nazionali | Coppe nazionali | Coppe nazionali | Coppe continentali | Coppe continentali | Coppe continentali | Altre coppe | Altre coppe | Altre coppe | Totale | Totale | Totale |
| Stagione        | Squadra         | Comp            | Pres       | Reti       | Comp            | Pres            | Reti            | Comp               | Pres               | Reti               | Comp        | Pres        | Reti        | Pres   | Reti   |        |
| --------------- | --------------- | --------------- | ---------- | ---------- | --------------- | --------------- | --------------- | ------------------ | ------------------ | ------------------ | ----------- | ----------- | ----------- | ------ | ------ | ------ |
| 2022-2023       | Diables Noirs   | L1              | ?          | ?          |                 | -               | -               | CCC                | 6                  | 0                  |             | -           | -           | 6+     | 0+     |        |
| 2023-2024       | Vita Club       | LF              | ?          | ?          |                 | -               | -               |                    | -                  | -                  |             | -           | -           | ?      | ?      |        |
| 2024-2025       | Clermont Foot   | L2              | 0          | 0          | CF              | 0               | 0               |                    | -                  | -                  |             | -           | -           | 0      | 0      |        |
| Totale carriera | Totale carriera | Totale carriera | ?          | ?          |                 | 0               | 0               |                    | 6                  | 0                  |             | -           | -           | 6+     | 0+     |        |